# Parlement van Liberia

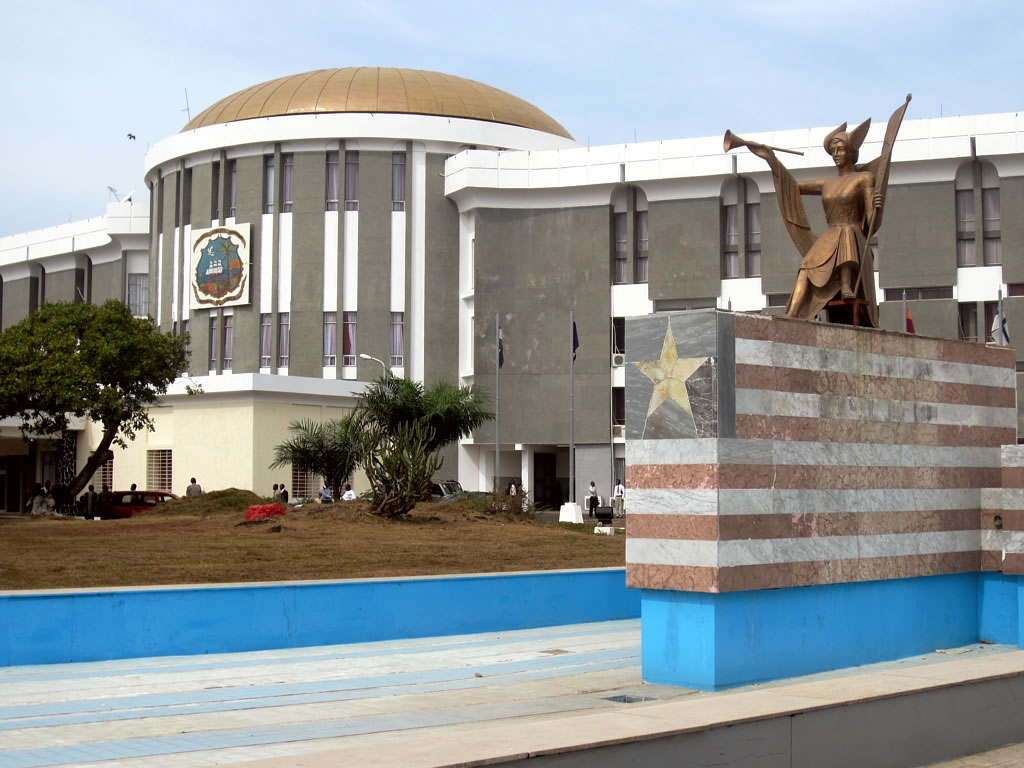
Capitool in Monrovia

Het Parlement van Liberia (Engels: Legislature of Liberia) bestaat uit twee Kamers:
- Huis van Afgevaardigden (House of Representatives) - lagerhuis (73 leden);
- Senaat (Senate) - hogerhuis (30 leden).